# Sioen Industries
Sioen Industries is een Belgische multinational gespecialiseerd in industrieel textiel. Het hoofdkantoor is gevestigd in de West-Vlaamse gemeente Ardooie.
Het bedrijf heeft vestigingen in 23 landen en in totaal ca. 4.800 werknemers. De onderneming is naar eigen zeggen wereldmarktleider op het vlak van gecoat technisch textiel en professionele beschermkleding.

## Geschiedenis
Het bedrijf werd in 1960 opgericht door Jean-Jacques Sioen, maar gaat terug tot een textieltraditie die begon in 1907. In dat jaar werd in Rumbeke door Adolf Sioen een weverij met de naam Sioen-Sabbe opgericht. In 1977 vestigde het bedrijf zich in Ardooie. In 1991 vernietigde een brand zowel het fabriekspand als de gehele productie van Sioen. Het zou twee jaar duren vooraleer de fabriek weer was heropgebouwd. De beursnotering aan de Euronext werd in 1996 gerealiseerd. Sioen heeft in 2020 bekend gemaakt om van de beurs te gaan.
In 2005 werd Jean-Jacques door zijn dochter Michèle Sioen opgevolgd als CEO van het bedrijf. Jean-Jacques werd daarna voorzitter van de raad van bestuur, maar overleed in 2009.
In 1999 werd Sioen verkozen tot Onderneming van het Jaar.
31 mei 2021 zal Sioen Industries van de beurs gaan.

## Divisies
De onderneming kent drie divisies die tezamen alle stappen in het productieproces beheersen:
- Coating, het produceren en coaten van technisch textiel.
- Apparel, ontwerpen en produceren professionele beschermkledij. Deze divisie maakt beschermkledij voor alle werkomstandigheden.
- Chemicals, produceren van vooral pigmentpasta's en inkten. Ze worden ook toegepast bij het inkleuren van onder andere behangpapier, laminaat- en vinylvloeren en servetten.